# United World College of South East Asia
Das United World College of South East Asia (UWCSEA) in Singapur ist eins von momentan 18 United World Colleges. Die 1971 als Singapore International School gegründete Schule trat der UWC-Bewegung 1975 bei und hat heute über 5500 Schüler vom Kindergartenalter bis zum Abschluss, die auf zwei Campusse, den East Campus und den Dover Campus verteilt sind. Am UWC South East Asia wird mit dem International Baccalaureate Diploma abgeschlossen.
Der Dover Campus ist mit über 3000 Schülern und mehr als 300 Lehrern der größere der beiden Campusse. Von den Schülern, die aus über 75 Ländern kommen, sind etwa 180 Internatsschüler.
Der kleinere East Campus wird von etwa 2500 Schülern aus 75 Nationalitäten besucht, von denen etwa 160 Internatsschüler sind. Zudem arbeiten über 260 Lehrer auf dem Campus.